# Johann Georg Kühnhausen
Johann Georg Kühnhausen (* 1640; † 1714 in Celle) war ein deutscher Musiker und Komponist des Barock.

## Leben
Von 1661 an war er in Celle als Hofmusiker und Sänger der Hofkapelle des Fürstentums Lüneburg tätig. Während dieser Zeit hatte er auch das Amt des Stadtkantors von Celle inne.
Kühnhausens einziges erhaltenes Werk ist die um 1700 entstandene Passio Christi secundum Matthaeum. Diese Passion ist ein Werk für vierstimmigen Chor, Solostimmen (Sopran, Tenor und Bass) und Generalbass. Gerade die geringe Instrumentierung hebt die Passion von vergleichbaren zeitgenössischen Werken ab. Gleiches gilt auch für den Verzicht auf die Beisetzung Jesu, die in den meisten Passionen inbegriffen ist. Der Evangeliumstext wird nur durch wenige Choräle unterbrochen. Dabei kommt dem mehrfach auftauchenden Choral „Jesu, meines Lebens Leben“ von Ernst Christoph Homburg, dessen Melodie vom Celler Hoforganisten Wolfgang Wessnitzer stammt, besondere Bedeutung zu.